# أرفين سكيلا
أرفين سكيلا (بالألبانية: Ervin Skela‏) (17 نوفمبر 1976 فلوره ألبانيا - ) هو لاعب كرة قدم ألباني، يلعب كلاعب وسط.

## روابط خارجية
- أرفين سكيلا على موقع الاتحاد الدولي (مؤرشف)  (الإنجليزية)
- أرفين سكيلا على موقع الاتحاد الأوربي (الإنجليزية)
- أرفين سكيلا على موقع قاعدة بيانات كرة القدم.إي يو (الإنجليزية)
- أرفين سكيلا على موقع بيانات كرة القدم. دي إي (الألمانية)
- أرفين سكيلا على موقع ليكيب (الفرنسية)
- أرفين سكيلا على موقع ناشيونال فوتبول تيمز (الإنجليزية)
- أرفين سكيلا على موقع Soccerbase.com (لاعب) (الإنجليزية)
- أرفين سكيلا على موقع Soccerway.com (الإنجليزية)
- أرفين سكيلا على موقع عالم كرة القدم.نت (الإنجليزية)